# Cynoglossum sabirense
Cynoglossum sabirense là loài thực vật có hoa trong họ Mồ hôi. Loài này được (R.R.Mill & A.G.Mill.) J.R.I.Wood mô tả khoa học đầu tiên năm 1997.